# Crudia gracilis
Crudia gracilis är en ärtväxtart som beskrevs av David Prain. Crudia gracilis ingår i släktet Crudia, och familjen ärtväxter. IUCN kategoriserar arten globalt som sårbar. Inga underarter finns listade i Catalogue of Life.